# Philip Verdon
Philip Verdon (Brixton, Londres, 22 de febrer de 1886 – Nairobi, Kenya, 18 de juny de 1960) va ser un remer anglès que va competir a primers del segle xx.
Verdon estudià al Westminster School de Londres i posteriorment al Jesus College de la Universitat de Cambridge. El 1908 va prendre part en els Jocs Olímpics de Londres, on guanyà la medalla de plata en la prova del dos sense timoner del programa de rem fent parella amb George Fairbairn.
Posteriorment exercí com a oftalmòleg al Servei Mèdic de l'Índia.